# Bussières-lès-Belmont
Pour les articles homonymes, voir Bussières et Belmont.
Bussières-lès-Belmont est une ancienne commune française, située dans le département de la Haute-Marne et la région Champagne-Ardenne, entre Fayl-Billot et Chalindrey. Elle est intégrée à la commune nouvelle de Champsevraine.

## Histoire
Un important combat a eu lieu à Belmont le 11 septembre 1944 : le Premier régiment de France et la Résistance, avec le soutien de l'aviation anglaise, réduisent une colonne allemande de six cents hommes se repliant vers l'Allemagne. Un monument et une plaque commémorative ont été érigés sur les lieux du combat.

## Politique et administration

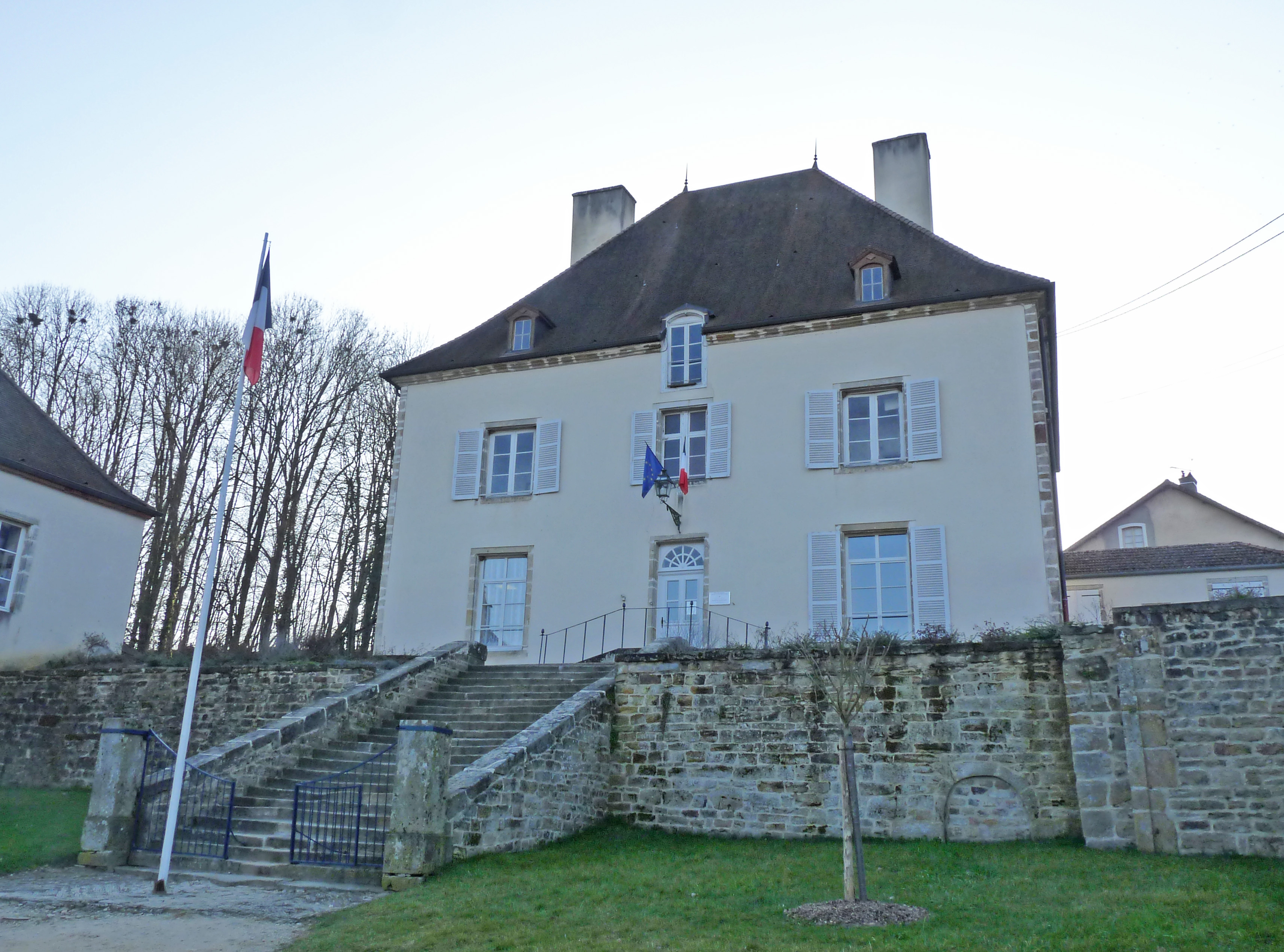
La mairie.

À la suite de la loi Marcellin, Bussières-lès-Belmont et Corgirnon se sont associées pour devenir la commune de Champsevraine avec 1000 habitants.
Champsevraine est le nom d’un lieu-dit situé à égale distance entre Bussières-lès-Belmont et Corgirnon.
Bussières-lès-Belmont compte 660 habitants, soit environ les deux tiers de la commune.
La mairie de Champsevraine est située à Bussières-lès-Belmont. Ces deux villages ont un conseil municipal commun comprenant 15 membres, 5 pour Corgirnon, 10 pour Bussières-lès-Belmont. Il y a un maire adjoint à Corgirnon qui ne gère pas de budget, mais les affaires courantes du village.

## Activités économiques
- Agriculture
- Exploitation forestière
- Osiériculture (culture de l'Osier)
- Osier
- Artisans vanniers
- Poste
- Supérette
- Guillaume Petit

## Culture locale et patrimoine

### Lieux et monuments
- L'église paroissiale Saint Maurice date du 3e quart du XVIIe siècle pour les parties les plus anciennes (chœur)[2]. La date (1670) visible au-dessus de la porte latérale nord correspond à la construction de la partie basse du clocher. Pour l'essentiel, l'église a été rebâtie entre 1722 à 1724.

Quelques éléments bénéficient d'une inscription sur la liste des Monuments historiques : c'est le cas du clocher et de la façade occidentale (arrêté du 9 janvier 1926), ainsi que de la chapelle du Sacré-Cœur (arrêté du 19 décembre 1929)
- La source de la fontaine salée : L'eau salée de cette source a été analysée et sa qualité a permis à la société des eaux de Vittel d'acheter la concession .

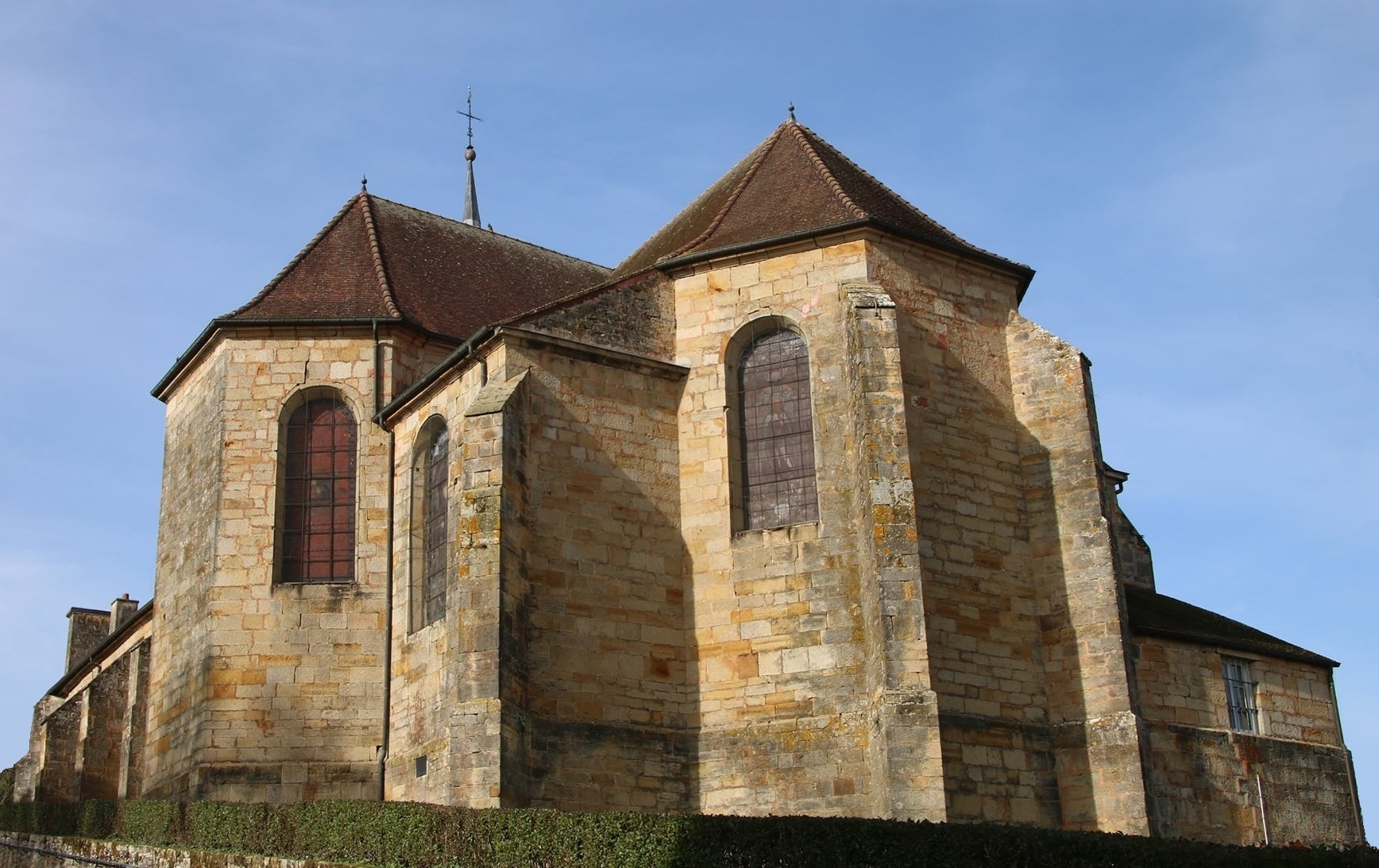
L'église Saint-Maurice
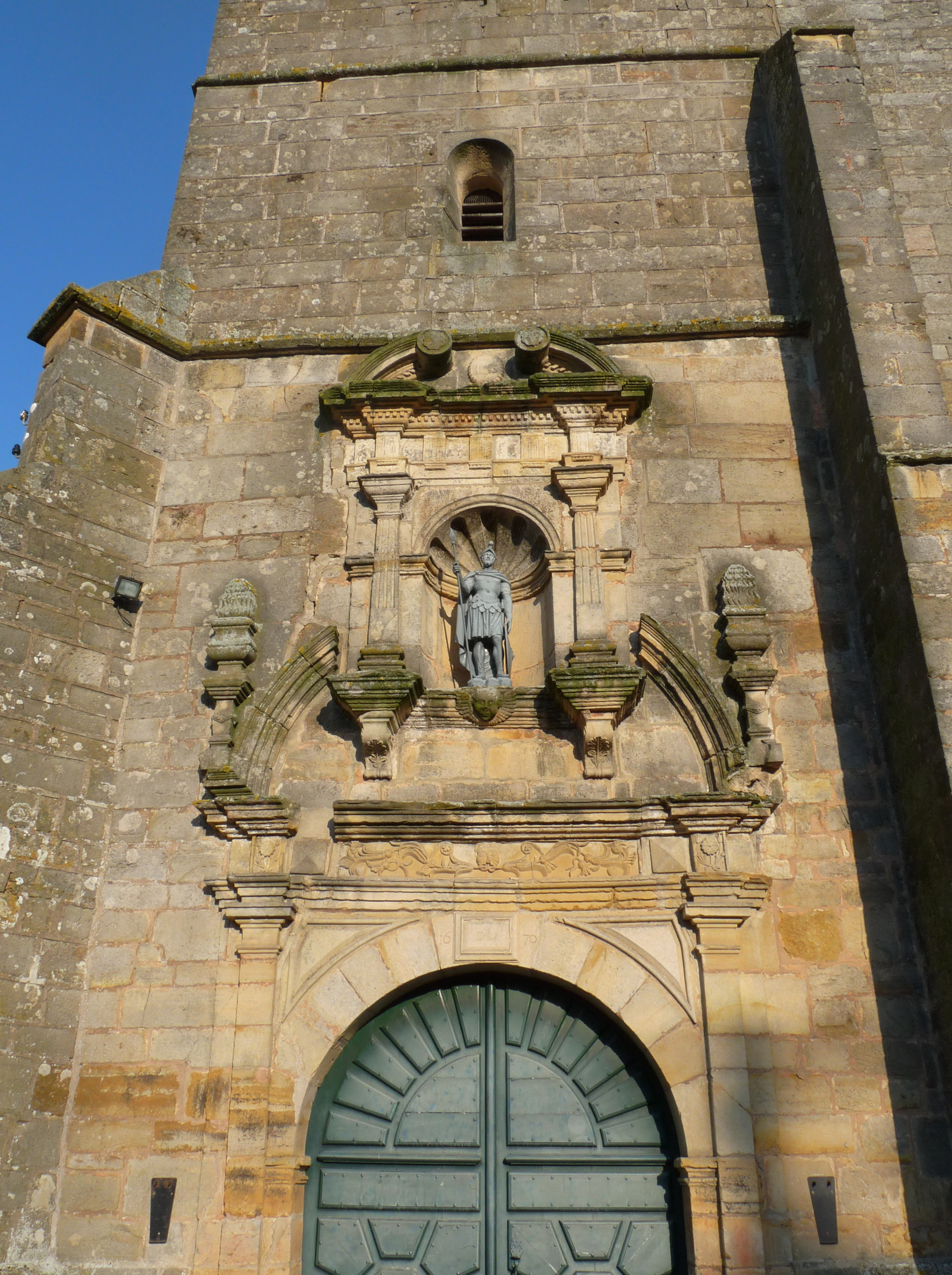
Détail du portail nord.
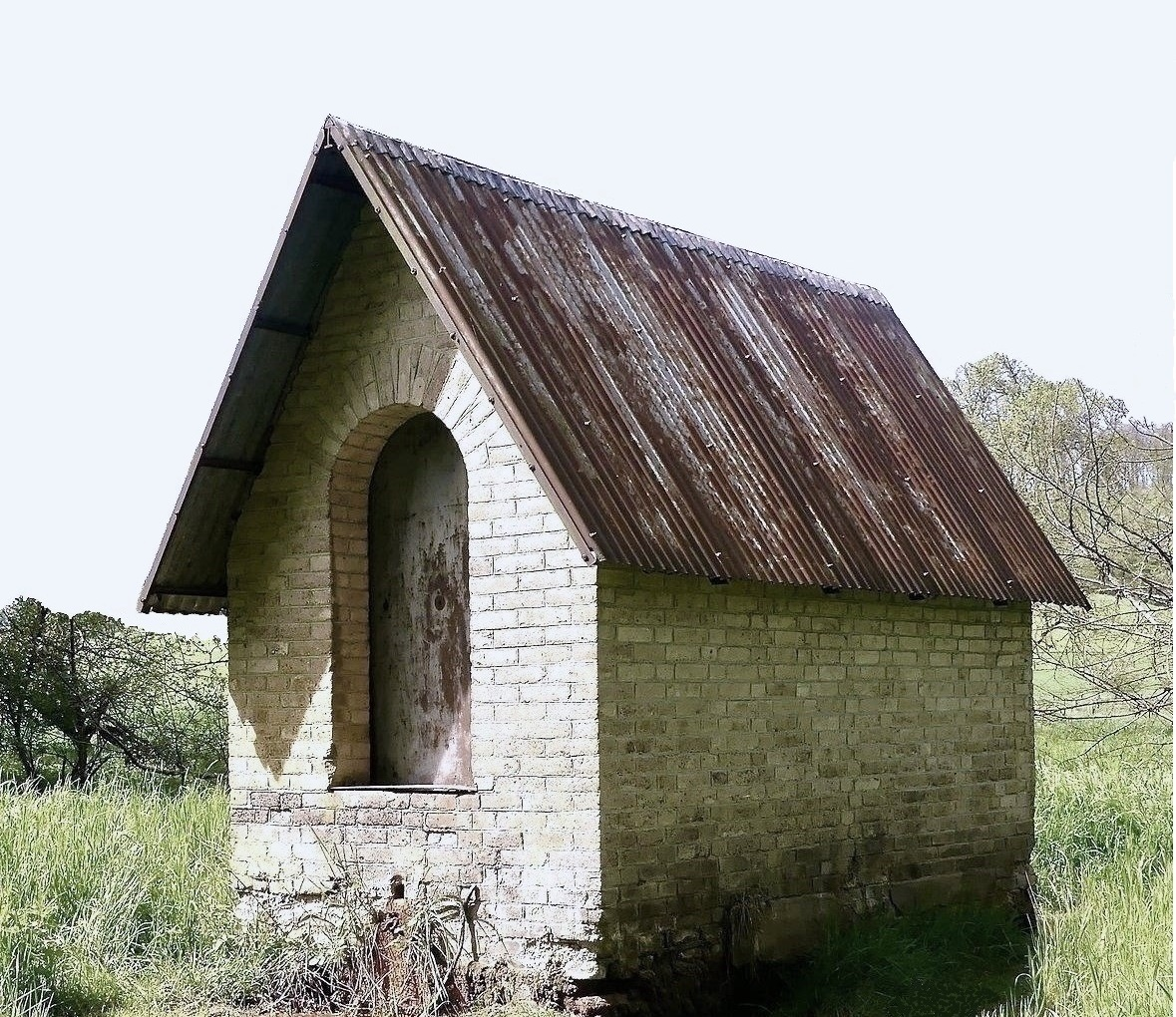
La source de la fontaine salée.

## Personnalités liées à la commune
- Jean Auguste Philibert Alexandre Lacordaire, dit Philippe Lacordaire, ingénieur et homme politique orléaniste, né le 1er mai 1789 à Bussières (Haute-Marne) et décédé le 24 juin 1860 à Paris.
- Laurent Petit (1963 -), chef-cuisinier triplement étoilé au Guide Michelin depuis 2019, est né à Bussières-lès-Belmont.
- Le père Lacordaire a habité à Bussières-lès-Belmont.